# Walter Hore-Ruthven (9. lord Ruthven of Freeland)
Walter James Hore-Ruthven (ur. 14 czerwca 1838, zm. 28 lutego 1921) – brytyjski arystokrata, syn Williama Hore-Ruthvena i Dells Honorii Lowen, córki podpułkownika Pierce’a Lowena. Ochrzczony został pod imieniem William James Ruthven, po otrzymaniu tytułu lorda zmienił nazwisko na Hore-Ruthven.
Był podpułkownikiem w Brygadzie Strzeleckiej (Rifle Brigade). Walczył podczas wojny krymskiej. W 1864 r. odziedziczył po śmierci swojej babki odziedziczył tytuł lorda Ruthven of Freeland i zasiadł w Izbie Lordów. W grudniu 1881 r. znalazł się na krawędzi bankructwa, ale szczęśliwie udało mu się uniknąć najgorszego. Był zastępcą Lorda Namiestnika Perthshire oraz Sędzią Pokoju w Herefordshire, Lanarkshire i Perthshire. W szeregach Brygady Strzeleckiej brał udział w I wojnie światowej, mimo iż miał już wtedy prawie 80 lat. 28 października 1919 r. otrzymał tytuł 1. barona Ruthven of Gowrie.
21 sierpnia 1869 r. poślubił lady Caroline Annesley Gore (1848 - 17 grudnia 1914), córki Philipa Gore’a, 4. hrabiego Arran i Elisabeth Napier, córki Williama Francisa Patricka Napiera. Walter i Caroline mieli razem czterech synów i córkę:
- Walter Patrick Hore-Ruthven (6 czerwca 1870 - 16 kwietnia 1956), 10. lord Ruthven of Freeland
- Beatrice Mary Leslie Hore-Ruthven (4 czerwca 1871 - 24 marca 1920), żona Charlesa Orr-Ewinga, majora Charlesa Malcolma i sir Thomasa Spowitha, miała dzieci z dwóch pierwszych małżeństw
- Alexander Gore Arkwright Hore-Ruthven (6 lipca 1872 - 2 maja 1955), 1. hrabia Gowrie
- pułkownik Christian Malise Hore-Ruthven (24 kwietnia 1880 - 3 maja 1969), weteran II wojny burskiej i I wojny światowej, odznaczony Distinguished Service Order, Croix de Guerre i Krzyżem Kawalerskim Orderu Świętego Michała i Świętego Jerzego, adiutant króla Jerzego V, ożenił się z Angelą Manners, miał dzieci
- porucznik Philip James Leslie Hore-Ruthven (7 czerwca 1882 - 18 maja 1908), weteran II wojny burskiej, ożenił się z Lydią Adams, nie miał dzieci